# Comborhiza
Comborhiza é um género botânico pertencente à família Asteraceae.